# Artur Arz von Straussenburg
Artur Freiherr Arz von Straussenburg (Hermannstadt, 16. lipnja 1857. – Budimpešta, 1. srpnja 1935.) je bio austrougarski general i vojni zapovjednik. Tijekom Prvog svjetskog rata bio je načelnik Glavnog stožera, te je zapovijedao je 1. armijom na Istočnom bojištu.

## Vojna karijera
Artur Arz von Straussenburg rođen je 16. lipnja 1857. u Hermannstadtu u plemićkoj obitelji saskog podrijetla.  Njegov djed Martin Samuel Arz proglašen je plemićem 1835. s titulom "von Straussenburg", te je bio voditelj pošte u Hermannstadtu. Arzov otac Albert je pak bio evangelistički svećenik. Arz je pohađao gimnaziju u Dresdenu, ali je maturirao u evangelističkoj gimnaziji u Hermannstadtu. Nakon završetka gimnazije počeo je studirati pravo, ali je 1876. odlučio kao dobrovoljac pristupiti 23. ugarskoj lovačkoj bojnoj na godinu dana. Istekom godine dana odlučio je posvetiti se vojnom pozivu, te je postao najprije pričuvni, a nakon toga profesionalni časnik austrougarske vojske. U svibnju 1878. dostiže čin poručnika, dok od 1885. pohađa Vojnu akademiju u Beču koju završava 1887. godine s odličnim uspjehom. Po završetku vojne akademije služi u Glavnom stožeru idućih sedam godina, da bi od 1895. s činom satnika služio u stožeru II. korpusa. U svibnju 1896. promaknut je u čin bojnika, da bi 1898. bio ponovno premješten na službu u Glavni stožer. Nakon toga služi u stožeru II. korpusa kojim je tada zapovijedao nadvojvoda Eugen, te kratko u 34. pješačkoj pukovniji. 
U svibnju 1902. promaknut je u pukovnika, dok u svibnju 1903. postaje voditeljem odjela pri Glavnom stožeru. Navedenu dužnost obavlja do studenog 1908. kada postaje zapovjednikom pješačke brigade. Istodobno s navedenim imenovanjem unaprijeđen je u čin general bojnika. Na jesenjim manevrima 1911. Arz dobiva odlične ocjene od strane svojeg bivšeg zapovjednika nadvojvode Eugena, tako da je iduće 1912. godine najprije u travnju postao zapovjednikom 15. pješačke divizije, da bi u svibnju bio promaknut u čin podmaršala. U travnju 1913. postaje voditeljem svih vojnih uprava pri ministarstvu rata na kojem mjestu dočekuje i početak Prvog svjetskog rata.

## Prvi svjetski rat
Na početku Prvog svjetskog rata Arz je odmah zatražio da mu se dodijeli zapovjedništvo na bojištu. Postaje zapovjednikom 15. pješačke divizije s kojom sudjeluje u Bitci kod Komarowa. Početkom rujna postaje zapovjednikom VI. korpusa zamijenivši na tom mjestu Svetozara Borojevića koji je postao zapovjednikom 3. armije. Zapovijedajući VI. korpusom sudjeluje u Bitci kod Limanowe u kojoj se ističe djelujući na desnom krilu 4. armije. Nakon toga Arz s VI. korpusom sudjeluje u ofenzivi Gorlice-Tarnow u kojoj u sastavu njemačke 11. armije pod zapovjedništvom Augusta von Mackensena zadobiva njemačko povjerenje i respekt. Za uspješno zapovijedanje u navedenoj ofenzivi Arz je unaprijeđen u generala pješaštva.

Pred ulazak Rumunjske u rat na strani Antante Arz postaje zapovjednikom ponovno formirane 1. armije. Arz je najprije, iako brojčano inferioran, zaustavio rumunjsko napredovanje u Transilvaniji, da bi nakon toga u suradnji s njemačkom 9. armije pod zapovjedništvom Ericha von Falkenhayna prešao u ofenzivu, te u roku od osam tjedana izbacio rumunjske jedinice s austrougarskog teritorija. Zapovijedanje na Rumunjskom bojištu impresioniralo je ne samo druge austrougarske generale, već i nadvojvodu, kasnije cara, Karla koji je zapovijedao grupom armija u čijem se sastavu nalazila Arzova 1. armija.
Nakon što je Karlo 21. studenog 1916. postao carem, izvršio je mnogobrojne promjene kako u civilnoj tako i u vojnoj upravi. Tako je 1. ožujka 1917. smijenio dotadašnjeg načelnika Glavnog stožera Conrada von Hötzendorfa, te je na njegovo mjesto imenovao Arza kojega je upoznao kao sposobnog zapovjednika na Rumunjskom bojištu. Arz je kao načelnik Glavnog stožera proveo reorganizaciju austrougarske vojske koju je ranije predlagao Conrad, te je znatno podigao stupanj opremljenosti austrougarskih divizija. Tijekom 1917. austrougarska vojska je na Istočnom bojištu oslobodila istočnu Galiciju i Bukovinu, dok je na Talijanskom u suradnji s njemačkim jedinicama izvojevana velika pobjeda u Bitci kod Kobarida. 
U veljači 1918. Arz je unaprijeđen u čin general pukovnika, te je počeo planirati ofenzivu na Talijanskom bojištu kako bi potpomogao njemačku Proljetnu ofenzivu na Zapadnom bojištu i izbacio Italiju iz rata. I Conrad i Borojević željeli su zapovijedati napadom, što je dovelo do kompromisnog rješenja da je napad izvršen u dva smjera. Navedeno je uzrokovalo potpuni propast ofenzive, te je Arz preuzeo odgovornost i ponudio ostavku koju car nije prihvatio.
Nakon što se austrougarska vojska u listopadu 1918. počela raspadati Arz je nastojao da se brzo zaključi primirje kako bi se spriječilo nepotrebno krvoproliće. S Italijom je 3. studenog 1918. potpisano primirje koje je trebalo stupiti na snagu 36 sati kasnije. U međuvremenu, u noći s 2. na 3. studenog car Karlo se odrekao mjesta vrhovnog zapovjednika austrougarske vojske, te je na to mjesto imenovao Arza. Arz međutim, to mjesto nije prihvatio nakon čega je na je na mjesto vrhovnog zapovjednika imenovan Hermann Kövess.

## Poslije rata
Nakon završetka rata Arz se nastanio u Beču. Kako su Transilvanija i Bukovina nakon rata pripale Rumunjskoj, Arz se nije želio vratiti na rodno imanje. Iako mađarski državljanin, nije mu odobrena mirovina tako da je živio u materijalnoj oskudici kao i dobar dio bivših austrougarskih generala. Godine 1924. objavljeno mu je djelo Povijest Velikog rata 1914-18, dok su 1935. objavljena njegova ratna iskustva u knjizi Borba i pad Carstva.
Godine 1926. mađarska vlada je konačno odobrila Arzu mirovinu pod uvjetom da je Arz osobno podiže u Budimpešti. Tijekom boravka u Budimpešti radi podizanja mirovine Arz je pretrpio srčani udar, te je preminuo 1. srpnja 1935. godine u 78. godini života. Pokopan je uz najviše vojne počasti na groblju Kerepester u Budimpešti.

## Vanjske poveznice
(eng.) Artur Arz von Straussenburg na stranici Firstworldwar.com

(eng.) Artur Arz von Straussenburg na stranici Austro-Hungarian-Army.co.uk

(eng.) Artur Arz von Straussenburg na stranici Oocities.org

(rus.)
Artur Arz von Straussenburg na stranici Hrono.ru

(njem.) Artur Arz von Straussenburg na stranici Weltkriege.at

(njem.) Artur Arz von Straussenburg na stranici Deutsche-biographie.de
| Prethodnik Paul Puhallo | Zapovjednik 1. armije Artur Arz von Straussenburg | Nasljednik Franz Rohr von Denta |

| Prethodnik Franz Conrad von Hötzendorf | Načelnik Glavnog stožera Artur Arz von Straussenburg | Nasljednik nitko |